# Frederick Starr

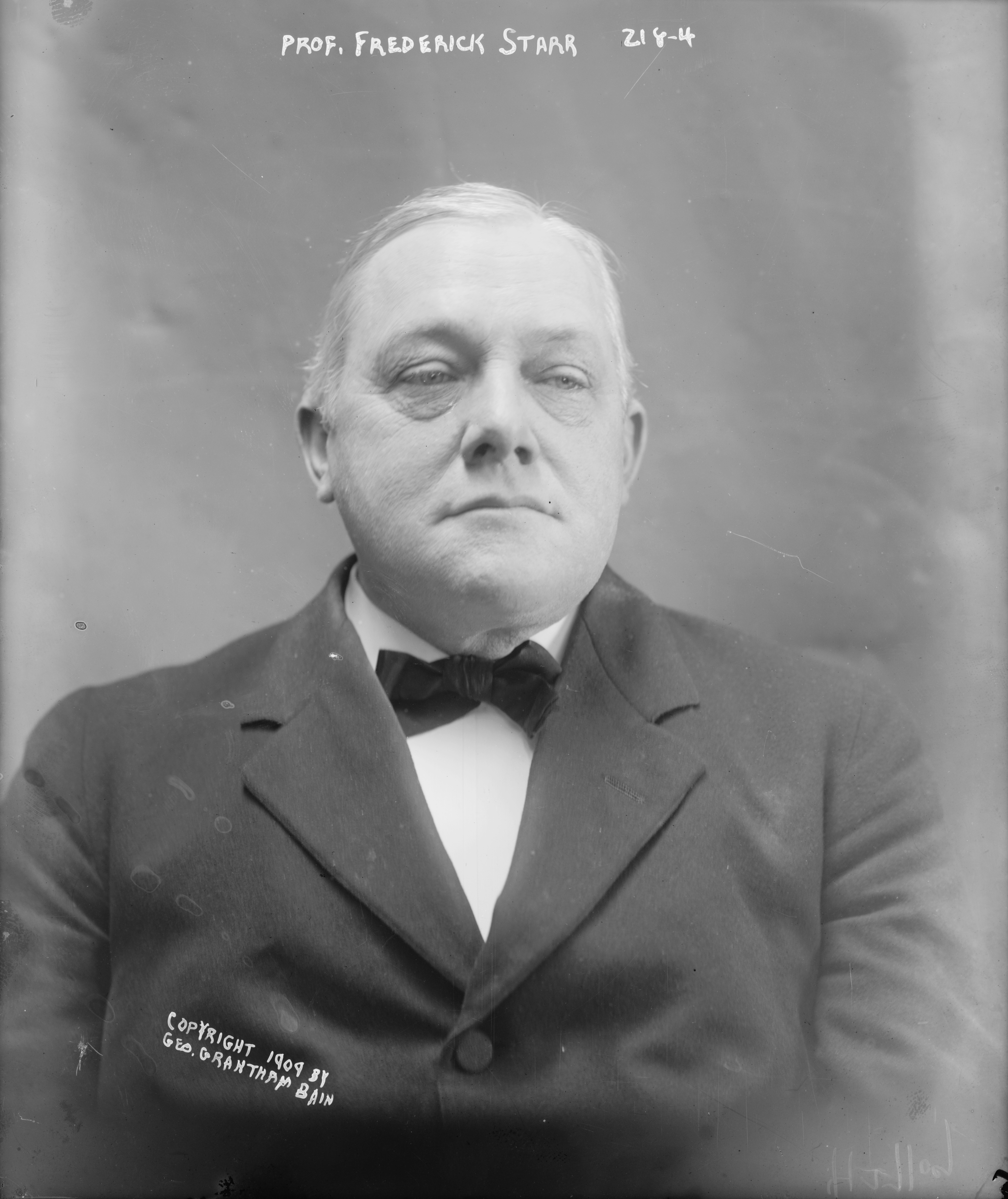
Frederick Starr (1909)

Frederick Starr (* 2. September 1858 in Auburn (New York); † 14. August 1933 in Tokio) war ein US-amerikanischer Anthropologe.

## Leben
Frederick Starr war der vierte Sohn des Presbyterianerpriesters Frederick Starr Jr. und dessen Ehefrau Helen Mills Starr. Er besuchte die Universität von Rochester und das Lafayette College, wo er 1885 einen Ph. D. in Geologie erlangte. Nachdem er zahlreiche akademische Stellen innegehabt hatte – unter anderem war er Professor für Geographie an der Chautauqua-Institution gewesen und hatte am Coe College erste Lehrveranstaltungen auf dem Gebiet der Anthropologie gehalten –, forderte ihn William Rainey Harper auf, ein Lehrprogramm für das Fach Anthropologie an der Universität von Chicago mitzuentwickeln. Dadurch wurde Starr auch an der Organisation der Weltausstellung 1893 in Chicago beteiligt, allerdings in eher untergeordneter Position, in der er bekannteren Wissenschaftlern wie Franz Boas und Frederic Ward Putnam zuarbeiten musste. An der Universität Chicago war er von 1892 bis 1895 assistant professor und anschließend associate professor für Anthropologie.
Dieses Fach war zu Starrs Zeit noch neu. Sein eigenes Interesse an Anthropologie war wohl in seiner Zeit am Coe College erwacht, als er lokale indianische Stämme erforschte. Neben seiner Lehrtätigkeit an der Universität war Starr ab 1895 auch Kurator am Walker Museum.
Ab 1901 schrieb er zahlreiche Beiträge für Unity. Starr sah sich zunächst als Gegner des Imperialismus und stand in lebhafter Korrespondenz mit der Anti-Imperialist League und Irving Winslow. Nach einem Besuch im Kongo-Freistaat 1905/06 wandte sich seine Sympathie aber der belgischen Verwaltung zu.
Zuvor hatte er bereits im Jahr 1904 eine Japanreise absolviert. Japan sollte allerdings erst in seinen späteren Lebensjahren ins Zentrum seiner Arbeiten rücken. Von der Expedition nach Japan im Jahr 1904 brachte er einige Ainu mit, die auf der Louisiana Purchase Exposition in St. Louis präsentiert wurden, um die evolutionäre Entwicklung der menschlichen Zivilisation zu illustrieren.
1913 veröffentlichte er das Buch Liberia. Description, History, Problems.
1923 beendete er seine Tätigkeit in Chicago und zog sich nach Seattle zurück. Auch im offiziellen Ruhestand absolvierte er noch zahlreiche Reisen, insbesondere in den Orient, und nahm Lehraufträge an Universitäten wahr. Er starb an einer Lungenentzündung.
Starr war ein eloquenter Vertreter seiner Wissenschaft, ist aber heute nahezu vergessen. Seine Methoden und Ansichten – er hielt an der Vorstellung fest, es gebe primitive, unterentwickelte Menschenstämme, und ging etwa bei seinen Untersuchungen in Mexiko oft brutal vor – waren jedoch bereits zu seinen Lebzeiten überholt und wurden von seriöseren Wissenschaftlern wie Boas nicht geteilt.